# (Your Love Keeps Lifting Me) Higher and Higher
(Your Love Keeps Lifting Me) Higher and Higher är en soullåt skriven av Gary Jackson, Raynard Miner och Carl Smith. Låten spelades in 1967 av Jackie Wilson till albumet Higher and Higher och kom att bli en av Wilsons största hitsinglar. Först var den dock tänkt att ges ut med vokalgruppen The Dells.
Låten spelades in i juli 1967 tillsammans med flera medlemmar av skivbolaget Motowns husband The Funk Brothers. Maurice White, senare medlem av Earth, Wind & Fire medverkar också på trummor på inspelningen.
I Sverige kom låten att bli en hit 1969 i en inspelning av Otis Redding som gavs ut på hans postuma album Love Man. Det var hans enda låt att nå placering både på Tio i topp och Kvällstoppen. Låten har senare även spelats in av artister som Dolly Parton på albumet New Harvest - First Gathering, Rita Coolidge och Bruce Springsteen.
Jackie Wilsons inspelning togs med av magasinet Rolling Stone i listan The 500 Greatest Songs of All Time på plats 248. Inspelningen är också invald i Grammy Hall of Fame Award. Jackie Wilsons version spelades mycket under Joe Bidens presidentvalskampanjer i USA 2020.

## Listplaceringar
- Billboard Hot 100, USA: #6[8]
- UK Singles Chart, Storbritannien: #11 (inträdde på listan 1969)[9]